# Breaking the Silence (ONG)
Pour les articles homonymes, voir Breaking the Silence.
Breaking the Silence (BtS, Shovrim Shtika), en hébreu : שוברים שתיקה, est une organisation non-gouvernementale israélienne fondée en 2004 à Jérusalem-Ouest par des soldats et vétérans des forces de défense israéliennes (IDF). 
Ces derniers recueillent des témoignages en rapport avec les services militaires effectués en Cisjordanie, la bande de Gaza et Jérusalem Est depuis la deuxième Intifada, donnant ainsi une plate-forme permettant aux soldats et réservistes de décrire de manière confidentielle leurs expériences dans les territoires occupés.

## Projets
La mission déclarée de l'organisation est de « briser le silence » des soldats IDF qui retournent à la vie civile et qui « découvrent le gouffre entre la réalité qu'ils ont vécue dans les territoires occupés et le silence qu'ils rencontrent à la maison ». Certains d'entre eux sont encore réservistes à l'armée. 
Breaking the Silence mène depuis 2004 un projet de récolte de témoignages nommé « Soldiers speak out », travaille avec plus de 1 000 soldats et a obtenu plusieurs centaines des témoignages de la part de « ceux qui ont, pendant leur service avec l'IDF, les gardes frontières ou les forces de sécurité, joué un rôle dans les territoires occupés »[réf. souhaitée]. 
L'ONG vérifie chaque témoignage avant sa publication, ainsi que le contexte de l'incident et l'identité du témoin. Les témoignages qui ne sont pas corroborés par des preuves ou d'autres témoignages ne sont pas publiés. 
En publiant ces récits, Breaking the Silence espère « forcer la société israélienne à confronter la réalité qu'elle a créée » et à faire face à la vérité concernant « les abus vis-à-vis des Palestiniens, le pillage et la destruction des biens ». Yuval Diskin, ancien chef du Shin Bet, a déclaré en 2016 que « BTS » aide Israël à « maintenir la vigilance requise sur les questions humaines les plus sensibles », comme il sied à une société démocratique. 
L'ONG organise aussi chaque mois des visites des territoires occupés.

## Critiques
Breaking the Silence est souvent critiquée en Israël en particulier dans les milieux les plus nationalistes. Ses opposants lui reprochent de recevoir une partie de ses financements de l'étranger et affirment que les témoignages des soldats qu'elle publie visent à discréditer l'armée et l’État israéliens en se basant sur des incidents isolés qui ne reflèteraient pas les valeurs de Tsahal. Certains considèrent que ces témoignages sont des mensonges,,. Certains des ses opposants ont essayé de lui fournir de faux témoignages afin de la discréditer. En outre, ils déplorent ces paroles venant de l'intérieur du pays. L'armée israélienne affirme que l'ONG refuse de lui communiquer directement les témoignages des soldats, l’empêchant d'ouvrir une enquête.
Breaking the Silence s'adresse à la société, aux acteurs et aux écoles de son pays mais est aussi tournée vers l'étranger où ses membres donnent des conférences et nuisent ainsi, selon ses détracteurs, à l'image du pays en influençant les instances internationales pouvant porter atteinte à la légitimité d'Israël voire à sa sécurité,.
En 2025 une proposition de loi présentée par l’organisation d’extrême droite Im Tirtzu par l'intermédiaire de députés du Likoud vise notamment Breaking the Silence. Le texte défend une taxation à 80 % des financements étrangers dont bénéficient les ONG israéliennes de défense des droits des Palestiniens et leur interdire de sollicité la Cour suprême.
Au contraire, +972 Magazine estime que Breaking the Silence fait preuve de beaucoup de modération dans sa critique de la colonisation. Ainsi, l'organisation ne soutient pas la campagne pro-palestinienne Boycott, désinvestissement et sanctions (BDS), ne cherche pas à faire juger les officiers israéliens impliqués dans des crimes de guerre, ne justifie aucune violence palestinienne et n'appelle pas les Israéliens à refuser de servir dans les territoires occupés.

## Publication
- Le Livre noir de l'occupation israélienne : les soldats témoignent, [témoignages recueillis par l'association] Breaking the silence, préface de Zeev Sternhell, traduction de l'anglais (États-Unis) de Samuel Sfez (Our harsh logic : Israeli soldiers' testimonies from the occupied territories, 2000-2010), Paris, le Grand livre du mois, 2013, 397 p.  (ISBN 978-2-286-09850-6)